# Куреня, Пётр Агафонович
Пётр Агафонович Куреня (1 мая 1914 года, с. Мартусовка, Полтавская губерния, Российская империя — 12 мая 1996 года, Троицк, Челябинская область, Россия) — советский военачальник, полковник (1943).

## Биография
Родился 1 мая 1914 года в селе Мартусовка, ныне в Бориспольском районе, Киевская область, Украина. Украинец.

## Военная служба

### Довоенное время
2 декабря 1933 года в добровольно вступил в РККА и через Броварский военкомат направлен курсантом в 5-ю Киевскую пехотную школу им. Рабочих Красного Замоскворечья. 5 ноября 1936 года окончил ее и был назначен в 70-й стрелковый полк 24-й Самаро-Ульяновской железной стрелковой дивизии КВО в городе Винница, где проходил службу командиром стрелкового взвода и пулеметного взвода полковой школы. В октябре 1937 года переведен с дивизией в ЛВО, где 70-й стрелковый полк был переименован в 7-й. С сентября 1938 года лейтенант Куреня был руководителем группы на курсах младших лейтенантов при этой дивизии. В сентябре 1939 года назначен командиром учебной роты 48-го стрелкового полка 16-й стрелковой дивизии им. В. И. Киквидзе. В том же году по межгосударственному договору был введен с дивизией в Прибалтику, где одновременно исполнял должность начальника гарнизона района Пёйде на острове Эзель. В 1939 году вступил в ВКП(б). В июле 1940 года 48-й стрелковый полк был переименован в 249-й в составе той же дивизии ПрибОВО с дислокацией в городе Хаапсалу.

### Великая Отечественная война
С началом войны командиром учебной роты этих же полка и дивизии в составе 27-й армии Северо-Западного фронта участвовал в боевых действиях на эстонском участке (на побережье Балтийского моря). 13 июля под городом Мярьямаа (Эстония) был ранен и эвакуирован в госпиталь в Ленинград.
После выздоровления направлен в ПриВО и в начале октября назначен начальником штаба 1189-го стрелкового полка 358-й стрелковой дивизии, формировавшейся в
городе Бугуруслан. В декабре 1941 года дивизия была переброшена в город Подольск, где вошла в состав Московской зоны обороны. С 1 по 9 января 1942 года она передислоцировалась на Северо-Западный фронт в район озера Селигер и в составе 4-й ударной армии участвовала в Демянской и Торопецко-Холмской наступательных операциях (с 22 января 1942 г. — на Калининском фронте). Ее части наступали вплоть до рубежа Велиж — Демидов, после чего перешли к обороне.
3 сентября 1942 года майор Куреня назначен командиром 1189-го стрелкового полка. В конце месяца в составе дивизии полк вновь наступал на город Демидов, затем с января 1943 года вел бои под городом Велиж. С октября дивизия в составе 4-й ударной, затем 43-й армий участвовала в Невельской и Городокской наступательных операциях.
С января 1944 года полковник Куреня исполнял должность заместителя командира 358-й стрелковой дивизии. 22 марта 1944 года был назначен начальником штаба 47-й стрелковой Невельской ордена Суворова дивизии, которая в составе 6-й гвардейской армии и вела бои южнее Витебска. Однако уже через месяц по личной просьбе возвратился на прежнюю должность заместителя командира 358-й стрелковой дивизии, которая в это время находилась в резерве Ставки ВГК. С 24 по 30 апреля 1944 года она в составе 21-й армии была передислоцирована на Ленинградский фронт и с 10 июня участвовала в Выборгской наступательной операции.
С 6 июля 1944 полковник Куреня командир 281-й стрелковой Любанской ордена Суворова дивизии 21-й армии, находившейся на границе с Финляндией. С 30 сентября она была отведена в резерв Ставки ВГК (в Эстонии), затем в составе 2-й ударной армии переброшена в Польшу в район наревского плацдарма (район г. Пултуск). С января 1945 года и до конца войны дивизия под его командованием в составе 2-го Белорусского фронта участвовала в Восточно-Прусской, Млавско-Эльбингской, Восточно-Померанской и Берлинской наступательных операциях. Ее части отличились в боях за овладение городами Прейсиш, Старград (Старград-Гданьский), Диршау (Тчев) и Гданьск (Данциг). За умелое командование частями полковник Куреня был награжден орденами Красного Знамени и Александра Невского.
За время войны комдив Куреня был четыре раза персонально упомянут в благодарственных в приказах Верховного Главнокомандующего.

### Послевоенное время
С июня 1945 года служил в СГВ.
С февраля 1946 года по апрель 1948 года учился в Высшей военной академии им. К. Е. Ворошилова, затем командовал 51-й отдельной стрелковой бригадой в ОдВО.
С марта 1949 года начальник оперативного отдела штаба 13-го стрелкового корпуса ЗакВО.
С февраля 1951 года заместитель командира 117-й стрелковой дивизии ДВО.
С февраля 1954 года командовал 213-м механизированным полком 61-й механизированной дивизии.
С 1955 года заведовал военной кафедрой в Троицкого ветеринарного института.
5 февраля 1959 года уволен в запас.
С 1960 года в Троицке: нач. штаба гражд. обороны Троицкой ГРЭС (1960— 76), преподаватель начальной воен. подготовки в школе № 6 (1976—86).
Указом Президента Российской Федерации № 443 от 4 мая 1995 года полковник в отставке П. А. Куреня награжден орденом Жукова.
Умер 12 мая 1996 года. Похоронен в городе Троицк.

## Награды
- орден Жукова (04.05.1995[4])
- четыре ордена Красного Знамени (12.03.1943[5], 11.12.1943[6], 16.02.1945[7], 30.04.1954[8]);
- орден Александра Невского (31.05.1945[9];
- два ордена Отечественной войны I степени (21.06.1944[10], 06.04.1985[11]);
- орден Красной Звезды (20.06.1949[8])
- медали в том числе:
  - «За боевые заслуги» (03.11.1944)[8];
  - «За оборону Москвы» (09.12.1945)[12];
  - «За Победу над Германией в Великой Отечественной войне 1941—1945 гг.»;
  - «За взятие Кёнигсберга»;
  - «Ветеран Вооружённых Сил СССР»;
  - «Ветеран труда»

Приказы (благодарности) Верховного Главнокомандующего, в которых отмечен П. А. Куреня.
- За овладение штурмом городом Эльбинг — крупным узлом коммуникаций и мощным опорным пунктом обороны немцев на правом берегу Вислы, прикрывающим подступы к Данцигской бухте. 10 февраля 1945 года. № 271.
- За овладение городами Гнев (Меве) и Старогард (Прейсиш Старгард) — важными опорными пунктами обороны немцев на подступах к Данцигу. 7 марта 1945 года. № 294.
- За овладение важными опорными пунктами обороны немцев на подступах к Данцигу и Гдыне — городами Тчев (Диршау), Вейхерово (Нойштадт) и выход на побережье Данцигской бухты севернее Гдыни, с занятием города Пуцк (Путциг). 12 марта 1945 года. № 299.
- За овладение городом и крепостью Гданьск (Данциг) — важнейшим портом и первоклассной военно-морской базой немцев на Балтийском море. 30 марта 1945 года. № 319.

Других государств
- Орден «Крест Грюнвальда» (ПНР) (1946);
- Медаль «За Одру, Нису и Балтику» (ПНР)

Почётный гражданин городов:
- Велиж (Смоленская обл.);
- Кресты (Псковская обл.);
- Сураж (Витебская обл.);
- Эльбинг (Польша).